# Refuge du Landmannalaugar
Pour les articles homonymes, voir Landmannalaugar (homonymie).
Le refuge du Landmannalaugar est un refuge de montagne d'Islande situé dans le sud du pays, dans la région du Landmannalaugar. Accessible par les routes F208 et F224, il marque la fin de la Laugavegur, un trek qui débute à Skógar sur la côte sud. Depuis le refuge partent de nombreux sentiers de randonnées qui permettent en quelques heures de rejoindre différents sites d'intérêt du Landmannalaugar dont les sommets du Brennisteinsalda et du Bláhnúkur. Le bâtiment principal du refuge est complété par d'autres bâtiments annexes et un terrain de camping, le tout installés au pied de la Laugahraun et à proximité immédiate des sources chaudes de Landmannalaugar.

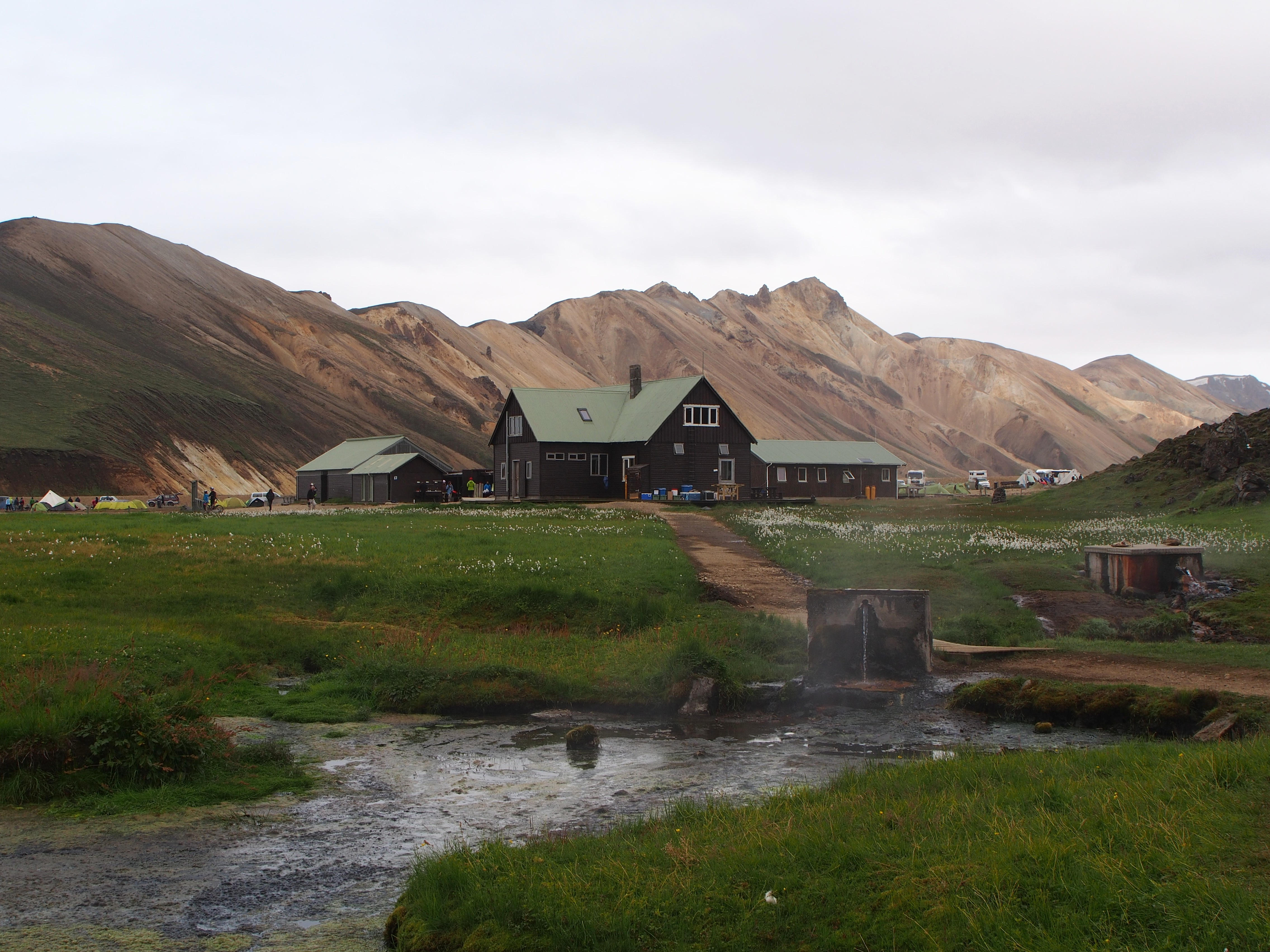
Le refuge vu depuis les sources chaudes de Landmannalaugar.

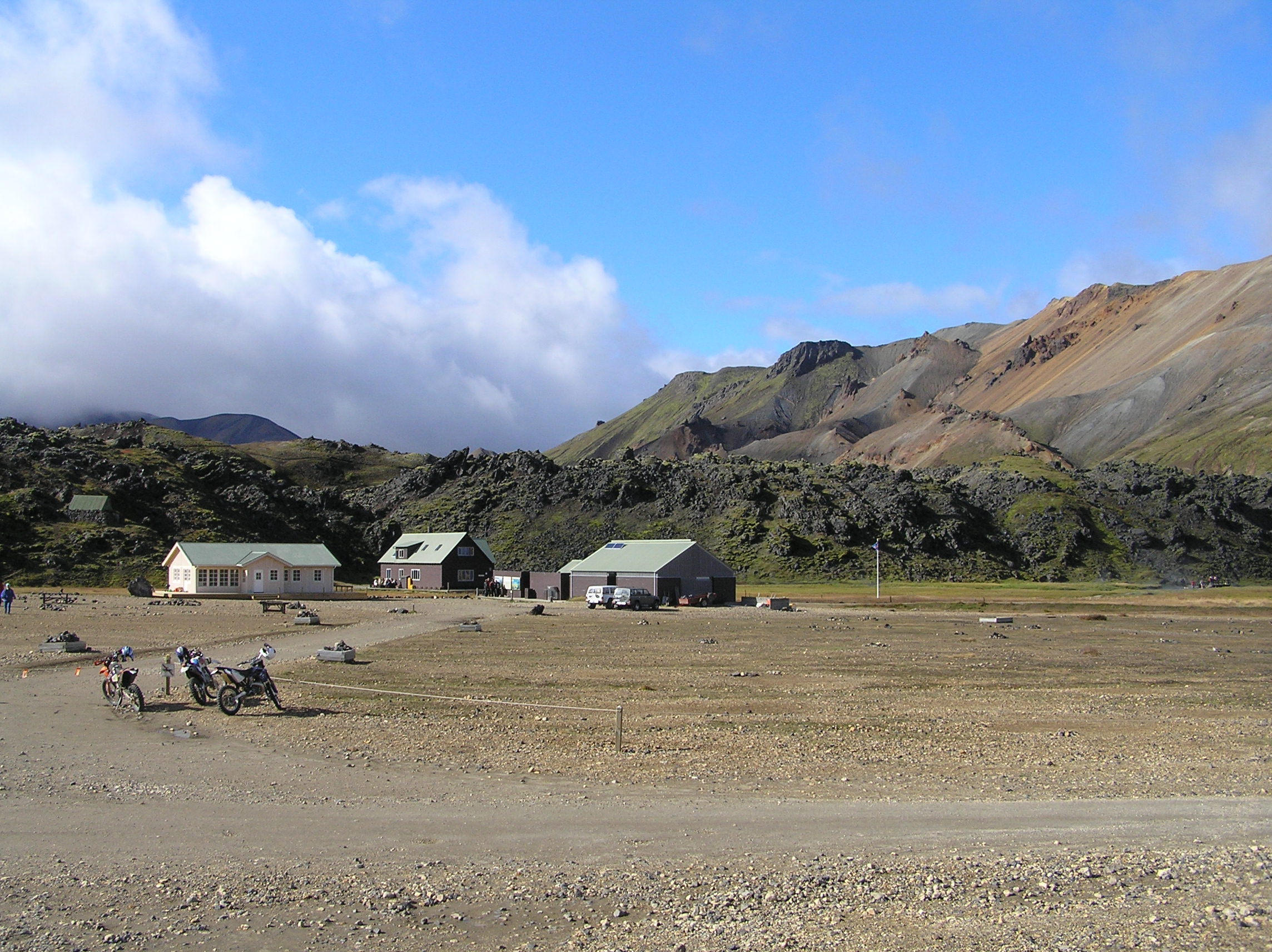
Le refuge avec la Laugahraun en arrière plan.